# John Baptiste Charles Lucas

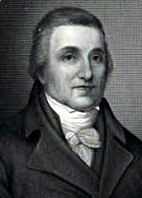
John Baptiste Charles Lucas

John Baptiste Charles Lucas (* 14. August 1758 in Pont-Audemer, Normandie, Frankreich; † 17. August 1842 bei St. Louis, Missouri) war ein französisch-amerikanischer Politiker. Zwischen 1803 und 1805 vertrat er den Bundesstaat Pennsylvania im US-Repräsentantenhaus.

## Werdegang
John Lucas wuchs während des Ancien Régime in Frankreich auf. Er studierte bis 1782 in Paris und Caen Jura und arbeitete dann bis 1784 in seinem Beruf. In diesem Jahr wanderte er nach Amerika aus, wo er sich in Pittsburgh niederließ. In seiner neuen Heimat betätigte er sich in der Landwirtschaft. Außerdem schlug er eine politische Laufbahn ein. Zwischen 1792 und 1798 war er Abgeordneter im Repräsentantenhaus von Pennsylvania. Im Jahr 1794 war er auch als Berufungsrichter tätig. Politisch wurde er Mitglied der Ende der 1790er Jahre von Thomas Jefferson gegründeten Demokratisch-Republikanischen Partei.
Bei den Kongresswahlen des Jahres 1802 wurde Lucas im elften Wahlbezirk von Pennsylvania in das US-Repräsentantenhaus in Washington, D.C. gewählt, wo er am 4. März 1803 sein neues Mandat antrat. Nach einer Wiederwahl konnte er bis zu seinem Rücktritt im Jahr 1805 im Kongress verbleiben. Während seiner Zeit als Kongressabgeordneter wurde im Jahr 1803 durch den von Präsident Jefferson getätigten Louisiana Purchase das Staatsgebiet der Vereinigten Staaten beträchtlich erweitert. Im Jahr 1804 wurde der zwölfte Verfassungszusatz ratifiziert.
Im Jahr 1805 zog Lucas nach St. Louis, wo er bis 1820 als Bezirksrichter amtierte. Bis 1812 war er auch Landbeauftragter im nördlichen Teil des Louisiana-Territoriums, zu dem St. Louis bis 1812 gehörte. Nach seiner Amtszeit als Bezirksrichter arbeitete John Lucas in St. Louis in der Landwirtschaft. Dort ist er am 17. August 1842 auch verstorben. Er hatte sechs Söhne und eine Tochter. Fünf dieser Söhne starben eines gewaltsamen Todes. Sein Sohn Charles wurde in einem Duell mit US-Senator Thomas Hart Benton getötet.